# Оссес, Бенхамин
Бенхамин Родриго Оссес Миранда (исп. Benjamín Rodrigo Osses Miranda; род. 24 июня 2002) — чилийский футболист, нападающий клуба «Кобресаль».

## Клубная карьера
Оссес — воспитанник клуба «Кобресаль». 8 октября 2020 года в матче против «О’Хиггинс» он дебютировал в чилийской Примере. 2 мая 2021 года в поединке против «Курико Унидо» Бенхамин забил свой первый гол за «Кобресаль».

## Международная карьера
В 2019 году в составе юношеской сборной Чили Оссес принял участие в юношеском чемпионате Южной Америки в Перу. На турнире он сыграл в матчах против команд Боливии, Аргентины, Уругвая, Парагвая и Перу. В поединке против уругвайцев Бенхамин сделал «дубль».